# 中家住宅 (大阪府熊取町)
中家住宅（なかけじゅうたく）は、大阪府泉南郡熊取町に所在する古民家。江戸時代初期建築の豪農の家で、主屋、表門、唐門が国の重要文化財に指定されている。

## 概要
元は個人の所有だったが、平成6年に熊取町の所有となり、一般公開されている。
現在は主屋と表門、唐門が残るのみであるが、江戸時代後期の古図によると、現在でも広い敷地であるが、かつてはの敷地は遥かに大きく、表門（三間薬医門）の位置は現状よりも、もっと手前にあり表門を入ると、広い土間を持つ主屋がある。主屋の妻面が表門と正対し、主屋の東側には別棟の式台玄関の付く客殿（書院）がある。西側には組物がある向唐門（重要文化財）があり、客殿（書院）に通じる賓客用の門として利用されていた。また他にも、長屋門や郷蔵などの付属屋が多く建ち、建物の背後には堀があるなど、往時の中家の大きな屋敷構えが記されている。

## 中家略歴
中家は熊取谷（現・熊取町）にある由緒ある家柄で、平安時代には、後白河法皇が熊野行幸の際に立ち寄り、行宮とした旧家である。中家家紋は、その行幸の際に、中家で作った甘瓜を献上したところ、法皇が喜び、甘瓜を家紋とするようにと言ったことで「三つ巴」と定めたとされる。また、家名の「中」は、前九年の役(1051～62)で、源頼義らと共に奥州へ向かった高瀬清原武盛の跡を継いだ嫡男・盛晴が、「中」と改めたことに始まるとされ、盛晴の嫡男・盛秀は左近将監に任じられ、中家は代々「左近」を名乗っている。
室町時代から戦国時代の頃に、紀伊国の根来寺に入り、根来寺の一子院の成真院に子弟を送り深い繋がりを持つことで、その勢力を背景に広く和泉国や紀伊国北部に及ぶ田畑を買い集めたり、麹販売の権利を持ち、この地方における経済的、政治的力を持つ郷士という存在となっている。なお、成真院院主であった根来盛重は徳川家直臣として、関ヶ原の戦いや大坂の陣で活躍し、のちに徳川家の旗本となっている。
江戸時代には岸和田藩藩主が松平康重の時には郷士代官を任ぜられ、藩主が岡部宣勝になってからは「七人庄屋」の筆頭をつとめ、代々岸和田藩の大庄屋として年貢徴収や年寄や組頭の決定など、熊取谷の村の行政全般を担い、熊取谷内には400石を越える石高を有し、三十軒前後の「家中」と四十軒余りの「内衆」を抱えていた。元禄5年（1692年）には岸和田藩の藩札発行の札元に任じられ、藩経済にも貢献する家柄になっている。
近世においては、江戸時代末期に25代当主・中瑞雲斎（1807年～1871年）は思想家、明治時代には原家から中克己の養子となった28代当主・中辰之助を衆議院議員として輩出している。

### 七人庄屋
岸和田藩は村々の支配を円滑に進めるため、「七人庄屋」とよばれる藩領内の、村々に大きな影響力を持つ有力農民の庄屋の中から、経済的、政治的力のある七人を選出し、村々への触れの伝達や村々からの訴えを取りまとめるなどの利害の調整や行政的な役割を果たさせた。藩にとっては、村々を取り仕切る役人でありながら、村人の立場からすれば村の代表という両方の立場を合わせ持つ存在であった。七人庄屋の格式として、藩は武士の特権ともいえる苗字・帯刀、槍や脇差・帷子・登城する際の衣服として羽織袴・正装の裃などの、武士の持つ武具や着衣まで与えている。さらに藩主への拝謁や岸和田城内への登城時の座順が決められるなど、村役人の中でも別格に位置付けられていた。
七人庄屋のうち、熊取谷の中家と降井家の権威は、岸和田藩内においては大変重く、他とは別格の存在であり、「熊取両人」とも呼ばれる中世の武士的性格を強くもつ土豪と呼ばれる地元に暮らす武士と同等の存在であり、両家供に熊取谷の庄屋を歴任した。熊取谷の運営はこの「熊取両人」に任されており、その職務として、「岸和田郷会所」に詰めたり、他村庄屋の補佐をする附庄屋、また年貢の統括、熊取谷15ケ村の年寄や組頭の決定権、村人の騒動の調停・裁判権の権限も委ねられていた。熊取谷の五門・紺屋・野田・小垣内・宮・大浦・下高田の1700石は中家が、大久保・朝代・成合・上高田・小谷・七山の1700石は降井家が担当し、藩からの布達、村から藩への届けも全て「熊取両人」を通して行われていた。文政12年（1829年）から数年間、「熊取両人」2家が藩領全体を取りしきる大庄屋となったが、天保年間（1831年 - 1845年）には七人庄屋制度が再開し、廃藩置県により岸和田藩が解体される明治4年（1871年）まで続いた。

## 中家文書
中家には約数千点の中世以降の古文書が残る。その多くは室町時代の田地売券であり、明治時代までの歴史的価値の高い文書も多く残る。

## 住宅詳細

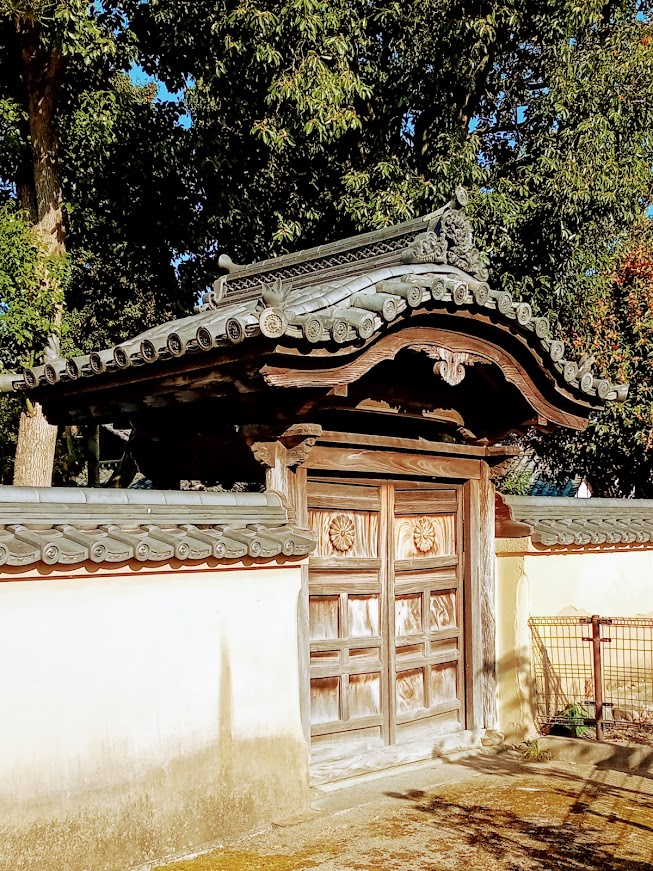
唐門
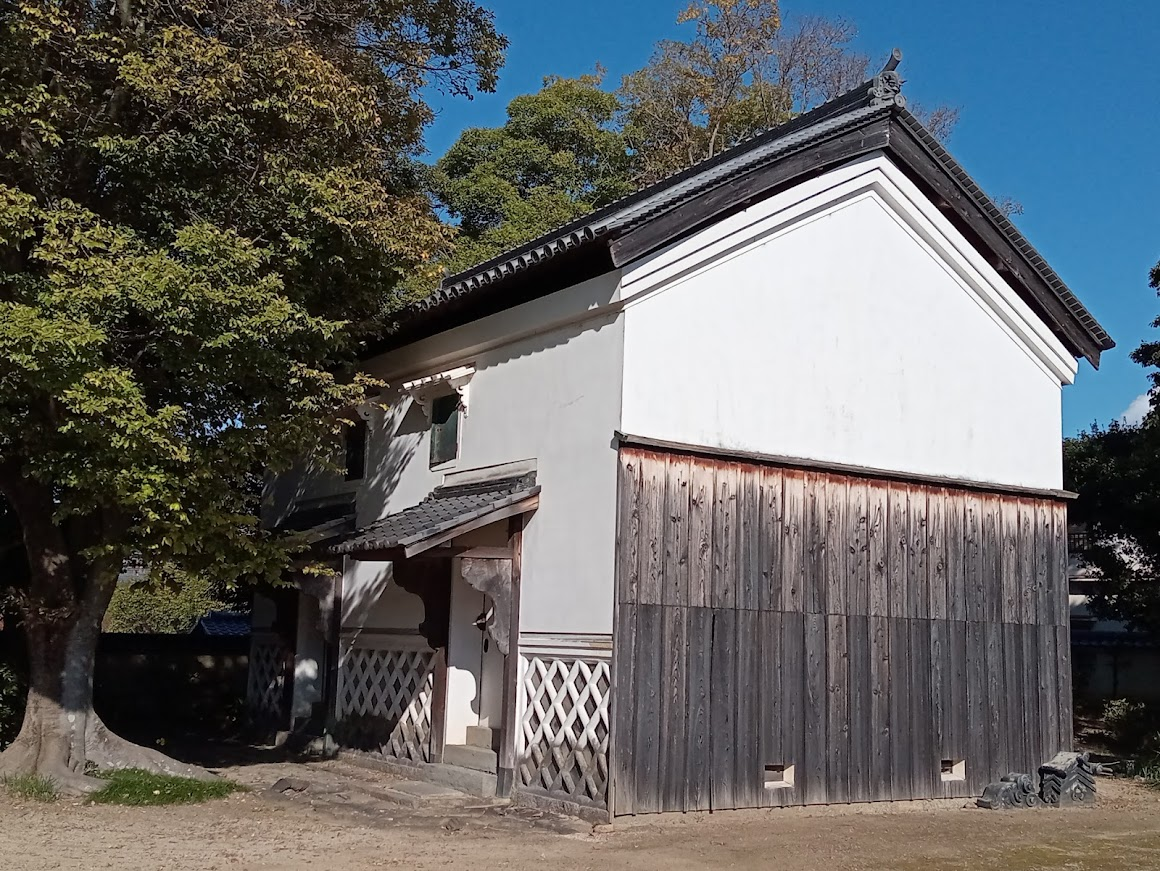
蔵

主屋の構造
- 木造、入母屋造、妻入。
- 茅葺、棟のみ本瓦葺。
- 桁行：24.5 m、梁間：16.1m。
- 周囲四面に本瓦葺の庇付。
- 西面及び東面に本瓦葺の突出部が附属する。
- 北面の突出部 - 桁行：9.1 m、梁間：5.9 m、入母屋造、本瓦葺。

主屋の建立年代は江戸時代初期と考えられている。主屋正面の妻面には、中家の「右三ツ巴」大きな家紋があり、土間は、近畿地方の古民家としては最大級のものを有する。架構式構造を持つ土間と柱の省略の多い居室部があり、土間に台所が大きく張り出し、踏込みがある納戸と座敷の周りには喰違三間取りがある。その形態は古式な様相といえ、泉南地方や和歌山県紀ノ川周辺で多く分布する。
表門の構造
- 三間薬医門[注 1]。

かつて広大な敷地を有していたため、現在の位置よりも、もっと外側に建てられていた。
唐門の構造
- 向唐門[注 8]。

主屋に西面して建ち、客殿に向かう賓客用の門として利用されていた。
- 唐門
- 蔵

## 文化財

### 国の重要文化財
建造物
- 中家住宅(大阪府泉南郡熊取町) 附 表門及び唐門 2棟 - 指定年月日：1964年（昭和39年）5月29日[12]。

## 公開情報
見学は申込み不要で、直接現地へ。
- 営業時間 - 10：00～16：30（入館は16：00まで）
- 料金 – 無料
- 休館日
  - 1、2、8月は、月 - 金曜日（祝日は除く）
  - 上記月以外は、水曜日（祝日の場合は翌日）
  - 年末年始 (12月29日～1月3日)

中家住宅を文化活動の発表の場として利用可能。
- 絵画・写真などの作品展示会、音楽会、演劇、お茶会などの発表会での利用が可能。
- 有料、申込み必要（詳細は外部リンク・中家住宅利用案内 参照）

## 交通アクセス
- 阪和線熊取駅から徒歩約15分。
- 南海電気鉄道・南海本線「泉佐野駅」より、南海バス「山の手台・小谷方面」乗車約15分、「五門」バス停下車すぐ。
- JR西日本・阪和線「熊取駅」より、南海バス「山の手台・小谷方面」乗車約5分、「五門」バス停下車すぐ。

## 周辺施設
- 熊取交流センター煉瓦館
- 降井家書院 - 熊取町内にあり、中家と供に「七人庄屋」であった降井家の書院。
- 来迎寺 - 本堂が国の重要文化財。